# Ульцька мова
У́льцька мова — мова народності ульчів, що живуть в Ульцькому районі Хабаровського краю Росії. Належить до південної гілки Тунгуської мовної родини. Ульцька — аглютинативна синтетична мова номінативного устрою. Як і в інших Алтайських мовах у ній спостерігається сингармонізм голосних.

## Фонетика

### Голосні
Усі голосні в ульцькій мові мають короткий та довгий (подвоєний) варінт. Довгота голосних в ульцькій мові не позначається на письмі, але чітко розрізняється при вимові. Наприклад:

пиқтэ (дитина) — пӣқтэ (кропива),

оми̇ (людський зародок) — о̄ми̇ (мала касатка).
| Підйом\Ряд | Передній     | Середній | Задній       |
| Верхній    | и [i]        |          | у [u]        |
| Середній   | и̇ [ɪ], е [ɛ] | э [ə]    | у̇ [ʊ], о [o] |
| Нижній     |              | а [a]    |              |

Голосні верхнього підйому «и», «у» та середнього підйому «и̇», «у̇» не розрізняються на письмі, але чітко розрізняються при вимові.
Як і в інших мовах Алтайської макрородини, в ульцькій спостерігається сингармонізм голосних. Усі голосні за підйомом поділяються на 2 серії: верхні та нижні. В одному слові можуть бути голосні тільки з однієї серії:
| Верхні | и, э, у       |
| Нижні  | и̇, а, у̇, о, е |

Наголос в ульцькій мові, так само як і у нанайській та удеґейській, експіраторно-тонічний: на голосний першого складу падає слабкий експіраторний (силовий) наголос, а на голосний останнього — тонічний. Причому голосний першого складу звучить чіткіше, ніж інші.

### Приголосні
| Приголосні | Лабіальні    | Дентальні    | Палатальні   | Велярні      | Увулярні |
| Вибухові   | п [p], б [b] | т [t], д [d] | ч [ʨ], ǯ [ʥ] | к [k], г [g] | қ [q]    |
| Фрикативи  | в [β], ф [ɸ] | с [s]        |              | х [x]        | ҳ [χ]    |
| Носові     | м [m]        | н [n]        | н' [ɲ]       | ң [ŋ]        |          |
| Сонорні    |              | р [r], л [l] |              |              |          |
| Ґлайди     | в [w]        |              | й [j]        |              |          |

Звуки т, д та н виступають тільки у твердій формі, а палатальні ч, ǯ та н' — тільки у м'якій. Звук л звучить, як напівм'який. Усі інші приголосні пом'якшуються у позиції перед голосними переднього ряду.

## Морфологія

### Іменник
Іменник в ульцькій мові має такі категорії, як:
- число: однина та множина,
- відмінок: називний, знахідний, орудний, давальний, напрямковий, місцевий, повздовжний та вихідний,
- присвійність: особова та безособова.

Усі категорії позначаються разними афіксам, які додаються у певному порядку. Наприклад:
| қалǯам -> қалǯамсал -> қалǯамсалду̇ -> қалǯамсалду̇си̇ | (велетень -> велетні -> велетням -> твоїм велетням |

Категорія числа іменника відрізняється певною нечіткістю. Форма однини (загального числа) часто вживається і для позначення множини. Наприклад:

н'и — людина, люди

мо̄ — дерево, дерева

му̇ри̇(н) — кінь, коні
Ідея кількості також бути виражена числівником або прислівниками, на кшталт «эгди» (багато), «у̇му̇н» (один), «ǯуэл» (два) тощо. Іменник у такому випадку стоїть у формі однини.
Афікс множини -сал/-сэл вживається досить рідко:

пиқтэ -> пиқтэсэл (дитина -> діти),

ама -> амасал (батько -> батьки, отці).
Іменники в ульцкій відмінюються у залежності від того, на який звук вони закінчуються (голосний, приголосний, носовий) та серії голосних.
| Простий тип відмінювання | Простий тип відмінювання | Простий тип відмінювання | Простий тип відмінювання | Відмінювання слів з посесивними афіксам | Відмінювання слів з посесивними афіксам |
| Відмінок                 | «качка»                  | «озеро»                  | «крило»                  | «моя шапка»                             | «твоя шапка»                            |
| Називний                 | гаса                     | хэвэ                     | ҳасал(и)                 | āпу̇мби̇                                  | āпу̇нси̇                                  |
| Знахідний                | гасава                   | хэвэмбэ                  | ҳасалба                  | āпу̇мбаи̇                                 | āпумбас(и̇)                              |
| Орудний                  | гасаǯи̇                   | хэвэнǯи                  | ҳасалǯи̇                  | āпунǯи̇и̇                                 | āпунǯи̇с(и̇)                              |
| Давальний                | гасаду̇                   | хэвэнду                  | ҳасалду̇                  | āпунду̇и̇                                 | āпундус(и̇)                              |
| Напрямковий              | гасати̇                   | хэвэнти                  | ҳасалти̇                  | āпунти̇и̇                                 | āпунти̇с(и̇)                              |
| Місцевий                 | гасала                   | хэвэндулэ                | ҳасалду̇ла                | āпундулаи̇                               | āпундулас(и̇)                            |
| Поздовжний               | гасаки̇                   | хэвэңки                  | ҳасалки̇                  | āпунки̇и̇                                 | āпункис(и̇)                              |
| Вихідний                 | гасаǯи̇ǯи̇                 | хэвээнǯиǯи               | ҳасалǯи̇ǯи̇                | āпунǯиǯии                               | āпунǯиǯис(и̇)                            |

В ульцькій мові є особові та безособові присвійні афікси, що означають належність. Присвійні афікси додаються після афіксу відмінка.
| Особово-присвійні закінчення    |                           |
| -и̇/-и, -би̇/-би                  | мій                       |
| -си̇/-си/-с                      | твій                      |
| -ни̇/-ни/-н                      | його, її                  |
| -пу̇/-пу, -му̇/-му                | наш                       |
| -су̇/-су                         | ваш                       |
| -ти̇/-ти/-т                      | їх                        |
| Безособово-присвійні закінчення |                           |
| -и̇/-и, -би̇/-би                  | чийсь (власник в однині)  |
| -вари/-вэри, -бари/-бэри        | чийсь (власник в множині) |

### Прикметник
Прикметники в ульцькій мові не мають категорії роду. У залежній позиції вони не відмінюються ані за числами, ані за відмінками. Прикметники поділяються на якісні та відносні. Присвійних прикметників в ульцькій мові не має, їх роль грають іменники у присвійних конструкціях. Наприклад:

н'и ңалани̇ — людська рука (букв.: «людина рука-її»),

мапа поқтони̇ — ведмежий слід (букв.: «ведмідь слід-його»).
До якісних відносяться такі прикметники, як «да̄и̇» (великий), «н'учи» (малий), «гу̇гду» (високий), «чагǯа» (білий), «сэгǯэ(н)» (червоний), тощо.
Відносні прикметники утворюються від основ іменників, прислівників та дієслів за допомогою суфіксів -вли̇̇̇/-вли, -у̇ли̇/-ули; -кту̇/-кто/-кту; -ма/-мэ/-мо та допоміжного слова «би». Наприклад:

н'ама -> н'амавли̇ (тепло -> теплий),

ну̇ңди̇ -> ну̇ңду̇ли̇ (холод -> холодний),

дака(чи) -> дакавли̇ (загострювати -> гострий),

пэйǯэ -> пэйǯэмэ (цегла -> цегляний),

пуйу -> пуйукту (варити -> зварений).
Форма підсиленого ступеню порівняння утворюється за допомогою суфіксу -ла/-лэ та слова «би», а найвищого ступеню за допомогою слів «чу» та «манга». Наприклад:

н'учи -> н'училэ би -> чу/манга н'учи (малий -> замалий -> найменший).

### Займенник
Відмінювання особових займенників:
| Відмінок    | «я»     | «ти»    | «ми»    | «ви»    | «він, вона, воно» | "вони   |
| Називний    | би      | си      | бӯ      | сӯ      | на̄ни              | на̄ти̇    |
| Знахідний   | мимбэ   | симбэ   | мумбэ   | сумбэ   | на̄мба             | намба   |
| Орудний     | минǯи   | синǯи   | мунǯи   | сунǯи   | на̄нǯи̇             | нанǯи̇   |
| Давальний   | минду   | синду   | мунду   | сунду   | на̄нду             | нанду   |
| Напрямковий | минти   | синти   | мунти   | сунти   | на̄нти̇             | нанти̇   |
| Місцевий    | миндулэ | синдулэ | мундулэ | сундулэ | на̄ндула           | нандула |
| Поздовжний  | миңки   | сиңки   | муңки   | суңки   | на̄нки̇             | нанки̇   |
| Вихідний    | минǯиǯи | синǯиǯи | мунǯиǯи | сунǯиǯи | на̄нǯи̇ǯи̇           | нанǯи̇ǯи̇ |

В ульцькій мові вказівні займенники у залежній позиції не відмінюються, а у самостійній відмінюються за числом та відмінками.
| Відмінок    | «цей»             | «той»        |
| Називний    | эй                | ти̇, ти̇йи̇     |
| Знахідний   | эйвэ              | ти̇ва         |
| Орудний     | эйǯи, йэǯи        | ти̇ǯи̇         |
| Давальний   | эйду, йэду, н'эду | ти̇ду         |
| Напрямковий | эйти, эвэси       | ти̇ти̇, таваси̇ |
| Місцевий    | эйлэ              | ти̇ла         |
| Поздовжний  | эйки              | ти̇ки̇         |
| Вихідний    | эйǯиǯи            | ти̇ǯи̇ǯи̇       |

| Питальні займенники |                                                 |
| ңуй/уй              | хто                                             |
| ҳай                 | що (обидва змінюються за числами та відмінками) |
| ҳайңги̇              | чий (не-особа)                                  |
| уйңги, ңуйңги       | чий (особа)                                     |
| ҳамата(н)           | який                                            |
| ҳайма(н)            | з чого зроблений                                |
| ҳайчу̇               | з чим, що маючий                                |
| хайду̇ма             | котрий (з декількох)                            |
| ҳōн(и) би           | який, як існуючий                               |
| ҳōн/ҳōни            | як                                              |
| ҳāл/ҳāли̇            | коли                                            |
| ҳасу̇(н)             | скільки                                         |
| ҳаваси̇              | куди                                            |
| ҳайаǯи̇              | звідки                                          |
| ҳайду̇               | де                                              |
| ҳайри̇ни̇             | що робить                                       |
| ҳайхани             | що робив                                        |

Означальні займенники:
| хэм, хум   | весь, всі                                                                           |
| чу̇пали̇     | все                                                                                 |
| гой        | інший, інакший                                                                      |
| пāн/пāни   | деякий                                                                              |
| ҳай-да хум | кожний (не-особа)                                                                   |
| ңуй-дэ хум | кожний (особа)                                                                      |
| ман(э)     | сам, свій (відмінюється по парадиґмі посесивно-безособової відміни з основою на -н) |

### Числівник
В ульцькій мові розрізняються неозначені, кількісні, порядкові, розділові (по-два, по-три) та повторювальні (двічі, тричі) числівники:
|    | Кількісні | Порядкові | Розділові | Повторювальні |
| 1  | у̇му̇н      | умуй      | омото     | омора         |
| 2  | ǯуэл(и)   | ǯуэй      | ǯуэтэ     | ǯуэрэ         |
| 3  | и̇ла(н)    | или̇й      | и̇ланта    | и̇лара         |
| 4  | дуи(н)    | дуи̇й      | дуинтэ    | дуирэ         |
| 5  | ту̇н'ǯа    | ту̇н'ǯий   | ту̇н'ǯата  | тун'ǯара      |
| 6  | н'уңгу(н) | н'уңгуй   | н'уңгунтэ | н'уңгурэ      |
| 7  | нада(н)   | надай     | наданта   | надара        |
| 8  | ǯақпу̇(н)  | ǯақпу̇й    | ǯақпу̇нта  | ǯақпу̇ра       |
| 9  | хуйу(н)   | хуйуй     | хуйунтэ   | хуйурэ        |
| 10 | ǯу̇а(н)    | ǯу̇ай      | ǯу̇анта    | ǯу̇ара         |

| 10     | ǯу̇а(н)     |
| 20     | хори̇(н)    |
| 30     | гу̇ти̇(н)    |
| 40     | дэйи, дэғи |
| 50     | су̇сай      |
| 60     | н'уңгун'ǯу |
| 70     | надан'ǯу̇   |
| 80     | ǯақпу̇н'ǯу̇  |
| 90     | хуйун'ǯу   |
| 100    | (у̇м) таңгу̇ |
| 1000   | ми̇ңган     |
| безліч | тумэн      |

### Дієслово
Дієслово в ульцькій мові має такі граматичні категорії, як:
- спосіб: дійсний, наказовий та суб'юнктивний[1]
- час: у дійсному способі розрізняються 4 часові форми, а у наказовому — 2.
- особа та число
- позитивна та негативна форми

Також дієслово має такі форми:
- каузатив (змусити/спонукати зробити щось)
- форма наміру (збиратися щось зробити)
- форма потреби (треба/слід щосб зробити)
- кондиціональ
- супін

В дісному способі розрізняються 4 форми часу (теперішній I, теперішній II, минулий та майбутній), а у наказовому — 2 (теперішній та майбутній).

#### Дійсний спосіб
У дійсному способі розрізняються 4 форми часу: теперішній I, теперішній II, минулий та майбутній. 3 з них є простими формами дієслова, а форма теперішнього I складається з дієприкметника та особової предикативної частки.
Позитивні форми дійсного способу:
|               | штовхати      | давати          | казати            | їсти                  | бути        |
| Теперішній I  |               |                 |                   |                       |             |
| би            | ани̇и̇          | бӯрии           | вэндии            | ǯэптэсии              | бии         |
| си            | ани̇си̇         | бӯриси          | вэндиси           | ǯэптэсиси             | биси        |
| нāни          | ани̇(ни̇)       | бӯри(ни)        | вэнди(ни)         | ǯэптэси(ни)           | би(ни)      |
| бӯ            | ани̇пу̇         | бӯрипу          | вэндипу           | ǯэптэсипу             | бипу        |
| сӯ            | ани̇су̇         | бӯрису          | вэндису           | ǯэптэсису             | бису        |
| нāти̇          | ани̇ти̇, ани̇(л) | бӯрити, бӯри(л) | вэндити, вэнди(л) | ǯэптэсити, ǯэптэси(л) | бити, би(л) |
| Теперішній II |               |                 |                   |                       |             |
| би            | анамби̇        | бӯрэмби         | вэндэмби          | ǯэптэсэмби            | биэмби      |
| си            | анати̇         | бӯрэти          | вэндэти           | ǯэптэсэти             | биэти       |
| нāни          | анара         | бӯрэрэ          | вэндэрэ           | ǯэптэсэрэ             | биэрэ       |
| бӯ            | анаму̇         | бӯрэму          | вэндэму           | ǯэптэсэму             | биэму       |
| сӯ            | анасу̇         | бӯрэсу          | вэндэсу           | ǯэптэсэсу             | биэсу       |
| нāти̇          | анара(л)      | бӯрэ(л)         | вэндэ(л)          | ǯэптэсэ(л)            | биэ(л)      |
| Минулий       |               |                 |                   |                       |             |
| би            | анахамби̇      | бӯхэмби         | вэнчимби          | ǯэқпимби              | бичимби     |
| си            | анахаси̇       | бӯхэси          | вэнчиси           | ǯэқписи               | бичиси      |
| нāни          | анаха(ни̇)     | бӯхэ(ни)        | вэнчи(ни)         | ǯэқпи(ни)             | бичи(ни)    |
| бӯ            | анахапу̇       | бӯхэпу          | вэнчипу           | ǯэқпипу               | бичипу      |
| сӯ            | анахасу̇       | бӯхэсу          | вэнчису           | ǯэқпису               | бичису      |
| нāти̇          | анахати̇       | бӯхэти          | вэнчити           | ǯэқпити               | бичити      |
| Майбутній     |               |                 |                   |                       |             |
| би            | ани̇ламби      | бӯрилэмби       | вэндилэмби        | ǯэптэсилэмби          | билэмби     |
| си            | ани̇лати       | бӯрилэти        | вэндилэти         | ǯэптэсилэти           | билэти      |
| нāни          | ани̇лама       | бӯрилэмэ        | вэндилэмэ         | ǯэптэсилэмэ           | билэмэ      |
| бӯ            | ани̇ламу̇       | бӯрилэму        | вэндилэму         | ǯэптэсилэму           | билэму      |
| сӯ            | ани̇ласу̇       | бӯрилэсу        | вэндилэсу         | ǯэптэсилэсу           | билэсу      |
| нāти̇          | ани̇лалма      | бӯрилэлмэ       | вэндилэлмэ        | ǯэптэсилэлмэ          | билэлмэ     |

Негативна форма теперішнього I утворюється за допомогою афіксу -си/-си̇, а в усіх інших формах — за допомогою частки эчиэ(л). Приклад:
|              | не штовхати       | не давати           | не казати             | не їсти               | не бути           |
| Теперішній I |                   |                     |                       |                       |                   |
| би           | анаси̇̇мби̇          | бӯрэсимби           | вэндэсимби            | ǯэптэсимби            | биэсимби          |
| си           | анаси̇̇си̇           | бӯрэсиси            | вэндэсиси             | ǯэптэсиси             | биэсиси           |
| нāни         | анаси̇̇(ни̇)         | бӯрэси(ни)          | вэндэси(ни)           | ǯэптэси(ни)           | биэси(ни)         |
| бӯ           | анаси̇̇пу̇           | бӯрэсипу            | вэндэсипу             | ǯэптэсипу             | биэсипу           |
| сӯ           | анаси̇̇су̇           | бӯрэсису            | вэндэсису             | ǯэптэсису             | биэсису           |
| нāти̇         | анаси̇̇ти̇, анаси̇̇(л) | бӯрэсити, бӯрэси(л) | вэндэсити, вэндэси(л) | ǯэптэсити, ǯэптэси(л) | биэсити, биэси(л) |
| Минулий      |                   |                     |                       |                       |                   |
| би           | эчиэ(л) анаи̇      | эчиэ(л) бӯрэи       | эчиэ(л) вэндэи        | эчиэ(л) ǯэптэи        | эчиэ(л) биэи      |
| си           | эчиэ(л) анаси̇     | эчиэ(л) бӯрэси      | эчиэ(л) вэндэси       | эчиэ(л) ǯэптэси       | эчиэ(л) биэси     |
| нāни         | эчиэ(л) ана(ни̇)   | эчиэ(л) бӯрэ(ни)    | эчиэ(л) вэндэ(ни)     | эчиэ(л) ǯэптэ(ни)     | эчиэ(л) биэ(ни)   |
| бӯ           | эчиэ(л) анапу̇     | эчиэ(л) бӯрэпу      | эчиэ(л) вэндэпу       | эчиэ(л) ǯэптэпу       | эчиэ(л) биэпу     |
| сӯ           | эчиэ(л) анасу̇     | эчиэ(л) бӯрэсу      | эчиэ(л) вэндэсу       | эчиэ(л) ǯэптэсу       | эчиэ(л) биэсу     |
| нāти̇         | эчиэ(л) анати̇     | эчиэ(л) бӯрэти      | эчиэ(л) вэндэти       | эчиэ(л) ǯэптэти       | эчиэ(л) биэти     |

#### Наказовий спосіб
У наказовому способі розрізняються форми теперішнього та майбутнього часу:
| Теперішній | -ру/-ру̇, -у/-у̇, -в |
| Майбутній  | -сар(и)/-сэри(и̇)   |

Форма множини 2 особи утворюється за допомогою афіксу -ксу/-ксу̇:

вэну(ру) -> вэнуксу (скажи -> скажіть),

бису(ру) -> бисуксу (будь -> будьте).
Як форми наказового способу 1 та 3 осіб вживаються форма з афіксом -ңа/-ңэ та форма з афіксом -ǯи/-ǯи̇, після якої йде особове закінчення. Наприклад:

анаǯи̇та — хай я штовхну,

анаǯи̇пу — хай ми штовхнемо
Негативна форма наказового способу утворюється за допомогою частки «эǯи»:

эǯи ана(ра) — не штовхай,

эǯи анаксу̇ — не штовхайте,

эǯи бурэ — не давай,

эǯи бурэксу — не давайте.

#### Суб'юнктивний спосіб
Суб'юнктивний утворюється за допомогою афіксу «-мча/-мчэ/-мчо» та особово-предикативного закінчення. Негативна форма утворюється за допомогою частки «эңдэ» та допоміжного дієслова «та» (робити), яке приймає на себе афікс способу та особи. Наприклад:

анамча -> эңдэ ана тамча (йому б штовхнути -> йому б не штовхнути),

анамчайи̇ -> эңдэ ана тамчайи̇ (щоб я штовхнув ->щоб я не штовхав),

бимчэси -> эңдэ би тамчаси̇ (щоб ти був -> щоб ти не був).

#### Інші форми дієслова
Супін утворюється за допомогою афіксу -бда/-бдэ та особово-предикативного закінчення. Негативна форма супіну утворюється за допомогою частки эңдэ та допомміжного дієслова «та» (робити). Супін використовується для позначення мети. Наприклад:

анабдани̇ -> эңдэ ана табдани̇ (щоб він штовхнув -> щоб він не штовхнув),

анабдаи̇ -> эңдэ ана табдаи̇ (щоб я штовхнув -> щоб я не штовхнув).
Кондиціональ утворюється за допомогою афіксу -ву̇ча/-вучэ. Негативна форма також утворюється за допомогою частки эңдэ та допомміжного дієслова «та» (робити). Наприклад:

анаву̇чани -> эңдэ ана таву̇чани̇ (якщо/коли він штовхнув -> якщо/коли він нештовхнув)
Інші форми:
| Каузатив         | -(бу̇)ван/-(бу)вэн, -ву̇/-ву, -бу̇/-бу | спонукати/змусити зробити щось |
| Форма наміру     | -йча/-йчэ, -ди̇ча/-дичэ              | збиратися щось зробити         |
| Форма потреби    | -мси̇/-мси                           | треба/слід щось зробити        |
| Напрямкова форма | -ңда/-ңдэ                           | піти зробити щось              |

#### Дієприслівник
В ульцій мові розрізняються 5 видів дієприслівників:
- Теперішнього часу (або Одночасні дієприслівники). Форма однини утворюється за допомогою закінчень -ми̇/-ми, а форми множини -мари̇/-мэри.
- Минулого часу (або Різночасові дієприслівники. Утворюється за допомогою закінчень -ра/-рэ, -та/-тэ та -да/-дэ. За числами не відмінюються.
- Умовні. Форма однини утворюється за допомогою закінчень -пи̇/-пи, а форми множини -пари̇/-пэри.
- Одночасно-довготривалі. Форма однини утворюється за допомогою закінчень -мди̇/-мди, а форми множини -марди̇/-мэрди. Використовуються рідко.
- Одночасно-миттєві. Утворюється за допомогою закінчень -рач/-рэч, -тач/-тэч та -дач/-дэч. За числами не відмінюються. Використовуються рідко.

### Сполучники
Приклади сполучників в ульцькій:
| ти̇там-да | але        |
| оси̇ни̇    | якщо, коли |
| ти̇там(и̇) | тому що    |
| (ти̇)тара | потім      |
| гучи     | ще         |